# Maurice Raynaud (politicus)

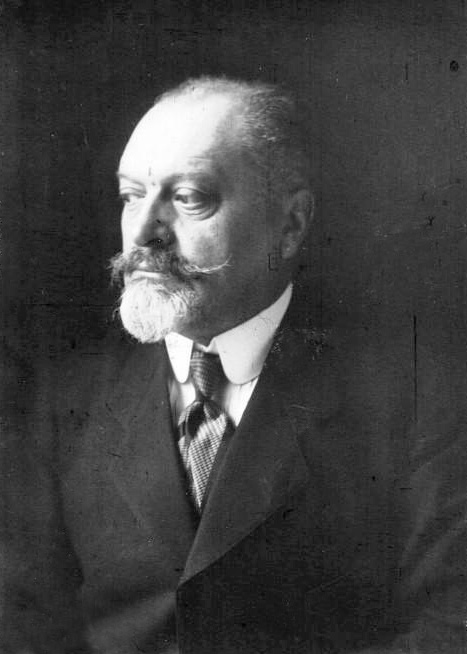
Maurice Raynaud (1913)

Maurice Étienne Raynaud (Marthon, 5 november 1860 - Parijs, 15 april 1927) was een Frans politicus.
Raynaud was van 1906 tot 1924 lid van de Kamer van Afgevaardigden (Chambre des Députés) voor de links-liberale Parti Radical-Socialiste (PRS, Radicaal-Socialistische Partij).
Raynaud was meerdere malen minister:
- Minister van Landbouw in het kabinet-Briand II (3 november 1910 - 2 maart 1911)
- Minister van Landbouw in het kabinet-Doumergue I (9 december 1913 - 9 juni 1914)
- Minister van Koloniën in het kabinet-Viviani I (13 juni - 26 augustus 1914)

Maurice Raynaud overleed op 66-jarige leeftijd.
- Bibliothèque nationale de France: cb13211902j (data)
- International Standard Name Identifier: 0000 0000 0033 1919
- Base Léonore: LH//2275/34
- Virtual International Authority File: 51834543